# 岡見治資
岡見 治資（おかみ はるすけ）は、戦国時代の武将。谷田部城主。

## 略歴
岡見氏は常陸小田氏の一族で、この治資の系統の他にも数家存在する。
天文元年（1532年）、小田治孝の子として誕生。常陸国の国境付近に勢力を持ったため、佐竹氏とたびたび争ったという。永禄12年（1569年）、手這坂の戦いで小田氏治軍の一軍として戦い、真壁久幹配下の根来法師大蔵坊の鉄砲に胸板を撃ち抜かれ戦死した。
しかし、父とされる小田治孝は治資が生まれる36年前に死亡しており、一代欠落しているか、治資自身の生年が実は誤りか、実は血縁関係（いわゆる死後養子）はないと考えられる。